# Estíbaliz Pereira
Estíbaliz Pereira Rabade (A Coruña, 1986) è una modella spagnola, eletta Miss Spagna nel 2009.

## Biografia
Il rappresentanza del suo luogo di nascita, A Coruña, Estibaliz Pereira diventa una delle favorite alla vittoria del titolo di Miss Spagna 2009
, titolo che effettivamente otterrà, battendo le 51 rappresentanti delle altre province spagnole, nella prima edizione nella storia del concorso svolta al du fuori della Spagna. Il concorso, tenutosi a Cancún, infatti ha visto la Pereira diventare la seconda donna galiziana a vincere il titolo.
In qualità di Miss Spagna Estibaliz Pereira ha rappresentato la propria nazione alla cinquantottesima edizione di Miss Universo 2009, tenuto presso Atlantis Paradise Island, a Nassau, nelle Bahamas il 23 agosto 2009. 84 concorrenti provenienti da tutto il mondo hanno partecipato all'evento che alla fine ha visto vincitrice la venezuelana Stefanía Fernández.